# Kerosene Man
Kerosene Man è il primo album solista di Steve Wynn dopo lo scioglimento dei The Dream Syndicate, pubblicato nell'aprile 1990.
Le influenze del suo vecchio gruppo si sentono unicamente in pezzi quali  Younger e Something To Remember Me By, oltre alla versione soft di Here On Earth As Well  pezzo presente in versione più veloce e con l'uso di chitarre distorte su Three and Half - The Lost Tapes- 1985-1988 degli stessi The Dream Syndicate.
La canzone di maggior successo commerciale è stata Carolyn, riproposta con una rotazione regolare su MTV per sei settimane, buon seguito ha avuto anche  Tears Won't Help.
L'album è caratterizzato da diverse collaborazioni con artisti come Fernando Saunders e Johnette Napolitano con la quale spicca il duetto in Conspiracy Of The Heart.
L'album si chiude con il rock and roll della title track e con la cupa Anthem che risulta essere una delle migliori canzoni dell'album, non a caso viene spesso riproposta anche dal vivo.
Esiste una edizione deluxe dell'album, pubblicata nell'ottobre del 1998 dalla Prima Records, che contiene sei bonus tracks.

## Tracce
1. Tears Won't Help – 4:55
2. Carolyn – 3:57
3. The Blue Drifter – 4:44
4. Younger – 3:42
5. Under The Weather – 4:20
6. Here On Earth As Well – 4:36
7. Something To Remember Me By – 3:49
8. Killing Time – 4:28
9. Conspiracy Of The Heart – 5:14
10. Kerosene Man – 4:02
11. Anthem – 5:42
12. Here On Earth As Well (bonus) – 4:05
13. Our Little House (bonus) – 3:38
14. Under The Weather (bonus) – 4:38
15. Mother Earth (bonus) – 2:52
16. Killing Time (bonus) – 4:52
17. Carolyn (bonus) – 3:30

## Musicisti
- Steve Wynn (chitarra, voce)
- Robert Mache (chitarra)
- Jim Lang  (organo)
- Fernando Saunders (basso)
- D.J. Bonebrake (batteria)
- Denny Fongheiser (batteria)